# Stephen McAlpine
Stephen McAlpine (23 de maio de 1949) é um ex-político americano. Foi o sétimo vice-governador do Alasca entre 1982 e 1990, nos governos de Bill Sheffield e Steve Cowper.